# Monteiro Lobato (São Paulo)
Monteiro Lobato é um município brasileiro do estado de São Paulo, mesorregião do Vale do Paraíba Paulista e microrregião de Campos do Jordão. A sua população no último censo de 2022 era de 4 138 habitantes, distribuídos em 332,74 km² de área. Sua densidade demográfica é portanto de 12,44 hab/km².

## História
O surgimento desse pequeno município está ligado à economia do Vale do Paraíba, que, por volta de 1850, ganhou forte impulso graças às inúmeras e produtivas fazendas de café, que carregaram riqueza e progresso para a região.
Até meados do século XX o município tinha o nome de Buquira, (que significa Ribeirão dos pássaros) o mesmo do rio que o atravessa. Por ter sido o escritor Monteiro Lobato proprietário de uma fazenda no município, ganhou a cidade seu nome. A cidade é descrita pelo autor em muitos de seus livros.

## Geografia
Localiza-se à latitude 22º57'24" sul e à longitude 45º50'23" oeste, com altitude de 685 metros.

### Clima
Monteiro Lobato apresenta um clima temperado oceânico (Cfb), com temperaturas amenas no verão e baixas no inverno e chuvas bem distribuídas durante o ano.

### Limites
Os municípios limítrofes são Sapucaí-Mirim (MG) a norte, Santo Antônio do Pinhal a nordeste, Tremembé, Taubaté e Caçapava a sudeste e São José dos Campos a oeste.

### Hidrografia
- Rio Buquira
- Rio do Peixe
- Rio Ferrão
- Ribeirão da Paciência
- Rio Faria

### Rodovias
- SP-50

## Demografia
Dados da estimativa de 2020
Fonte: IBGE
População total: 4 739 habitantes
Densidade demográfica: 14,2 hab./km²
Índice de Desenvolvimento Humano (IDH-M): 0,775
- IDH-M Renda: 0,715
- IDH-M Longevidade: 0,790
- IDH-M Educação: 0,820

(Fonte: IPEADATA)

## Política e administração

### Subdivisões
- Centro
- Souzas
- Taquari
- Alpes do Buquira
- Rio do Braço
- Pedra Branca

## Infraestrutura

### Comunicações
O sistema de telefones automáticos foi inaugurado na cidade em 1977 pela Telecomunicações de São Paulo (TELESP), que também implantou o sistema de discagem direta à distância (DDD) em 1988 com o código de área (0123). Anteriormente a cidade era atendida pela Companhia de Telecomunicações do Estado de São Paulo (COTESP).
Na década de 90 o código DDD da cidade foi alterado para (012), para padronização do sistema telefônico com a telefonia celular que estava sendo implantada em todo o estado.

### Educação
O município conta com 6 escolas, entre elas o Instituto Pandavas, e a Escola Estadual Professora Maria Ferreira Sonnewend. 

## Religião
O Cristianismo se faz presente na cidade da seguinte forma:

### Igreja Católica
- A igreja faz parte da Diocese de São José dos Campos.[11]

### Igrejas Evangélicas
Entre as igrejas protestantes históricas, pentecostais e neopentecostais, encontram-se na cidade:
- Assembleia de Deus Ministério do Belém.[14][15]
- Congregação Cristã no Brasil.[16]